# 黄富楚
黄富楚（1920年1月15日—1947年4月16日）是越南政治人物，亦是新興宗教和好教的創始人。

## 生平

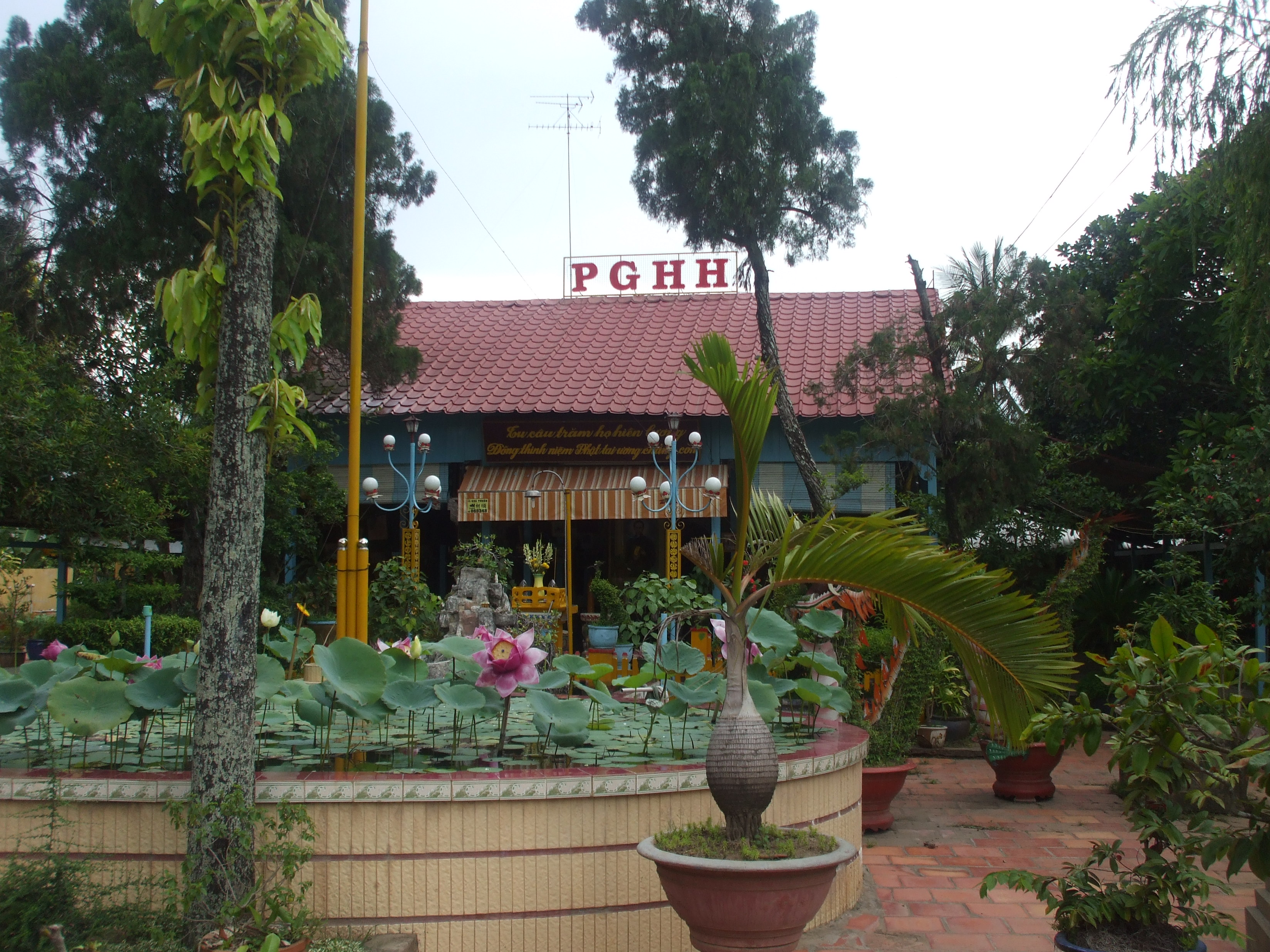
黃富楚的出生地，同時亦是他創立和好教的廟宇，位於安江省富新縣富美市社

黃富楚出生在南圻安江省新洲縣和好村（位於今日朱篤市境內）的一個富農家庭，自幼體弱多病。其父將其送到山中的一位隱士那裡治病，這位隱士是個神秘主義者。1939年5月師父死後，黃富楚回到村中，基於佛教，提出自己的教義，創立了和好教。他的傳教主要面對窮人和農民。他試圖通過減少儀式及複雜教義、迴避寺廟的使用來爭取支持者。他通過提供自由商討、以簡單的草藥針灸來裝模作樣地表演奇跡療法、在街角和運河交匯處說教的方法，在湄公河三角洲贏得許多信徒，不到一年就有信眾100,000人。
1940年初，黃富楚在湄公河三角洲一帶組織信眾進行示威，反抗法國統治。這引起殖民總督讓德句的注意，將他當成瘋子關進西貢的一個精神病院，但他卻把治療醫師轉化成和好教信徒。1941年，法國精神病醫師診斷其神智正常，隨後將其釋放並流放到薄寮，他的主要信徒則被關進集中營。薄寮成為和好教的朝聖之地，雖然距離和好教根據地很遠。1942年，殖民政府計劃把他流放到寮國，中途，日本人在和好教徒幫助下將他截住，送回西貢。黃富楚被日本憲兵隊保護起來，並以「中國間諜」為由拒絕了法國人移交的要求。
1945年日本投降後，越南出現權力真空，黃富楚組織和好教信徒組建軍隊，反抗法國殖民政府統治。但是在與法國戰鬥的同時，和好教同時與越盟、高臺教發生衝突。9月9日，15000名和好教徒與越盟在芹苴發生白刃戰，和好教徒大敗，損失數千人。法國軍隊回歸，試圖將雙方勢力分開，但和好教徒定期向越盟展開報復行動，將其同情者扔進河中溺死。越盟試圖對和好教進行統戰工作，但失敗了，黃富楚組建越南民主社會黨以參加政治活動。
1947年，越盟在南方的領導人阮平意識到黃富楚不會服從越盟，便設計了一個圈套。他邀請黃富楚來進行和談，設計將他抓住殺害。他的屍體被切成數個小塊分散，以避免成為其信眾的聖物。